# Olivier Chapuis
Olivier Chapuis est un historien, journaliste et navigateur français, né le 4 septembre 1960.

## Biographie
Né le 4 septembre 1960 à Paris,, Olivier Chapuis est un marin aguerri qui navigue à la voile depuis son plus jeune âge. Entre 1981 et 1989, il participe ainsi à nombre de transats, seul ou en équipage. À 21 ans, il est le benjamin à l’arrivée de la Mini-Transat 1981 en solitaire, terminant neuvième, malgré un chavirage dans la tempête Irène puis un démâtage lors d’un abordage par un porte-conteneurs. Deux ans plus tard, il termine troisième de la Mini-Transat 1983 en solitaire. Navigateur de Paul Vatine en multicoque, il continue la course au large jusqu’à la Course de l’Europe 1989 qu’il dispute avec Vatine et Francis Joyon.
Après sa maîtrise d’histoire et de géographie en 1982 à l’université Paris I Sorbonne, sous la direction du géographe Philippe Pinchemel, au terme de dix années de recherches de 1987 à 1997, il soutient sa thèse de doctorat d’histoire, sous la direction de l’historien Jean Meyer, à l’université Paris IV Sorbonne, le 8 novembre 1997. Intitulée À la mer comme au ciel. Charles-François Beautemps-Beaupré (1766-1854) et la naissance de l'hydrographie moderne ou l'émergence de la précision en navigation et dans la cartographie marine en France : de "l'empirisme" à la science de la route et du point. Essai d'une comparaison avec la Grande-Bretagne, première puissance maritime du monde (1750-1850), elle est obtenue avec les félicitations du jury, à l’unanimité, remarquée et qualifiée de 
“remarquable” et “monumentale” par ses pairs. Il devient ainsi docteur en histoire et il est “reconnu comme notre meilleur spécialiste de cette branche de l’histoire maritime” selon Étienne Taillemite
et comme un "spécialiste incontournable" selon François Bellec.
Spécialiste de l’histoire de la navigation et de la cartographie depuis 1982, il est un chercheur connu internationalement grâce à la publication de sa thèse en 1999, sous le titre À la mer comme au ciel : Beautemps-Beaupré & la naissance de l’hydrographie moderne ou l’Émergence de la précision en navigation et dans la cartographie marine (1700-1850). Elle lui vaut, en 2000, le prix de l’Académie de marine et le Grand-prix de la Mer de l’Association des écrivains de langue française. À l’étranger, elle est citée comme "masterful work" par l’historiographie anglo-saxonne. Il participe alors à des grands travaux scientifiques internationaux, l’Oxford Encyclopedia of Maritime History (en) (Oxford University Press, 2007) et l’History of Cartography (en) (Chicago University Press), pour le volume 4 Cartography in the European Enlightenment, 2019, ouvrage international dont il est le principal contributeur avec vingt-huit articles, et pour le volume 5 en préparation.
En 2007, il publie Cartes des côtes de France : Histoire de la cartographie marine et terrestre du littoral qui reçoit le Grand prix de l’Académie de marine 2008 et le prix du Cercle de la mer 2008.
Depuis 1988, Olivier Chapuis est également journaliste à Voiles et voiliers, magazine de référence du milieu nautique, où il est notamment l’auteur de nombreux hors-série (météo, carte marine, GPS, navigation électronique...) et du livre Du bon usage de la carte marine et du GPS. Il tient le blog Route fond sur le site du magazine depuis 2008.

## Publications

### Livres
- Étoiles et planètes, Paris, Jean-Paul Gisserot, 1988, 31 p. (ISBN 2-87747-005-9)
- La carte de Bretagne de Jean-Baptiste Nolin (1695). La première carte “ moderne ” de Bretagne, Terra-Cognita, 1989
- À la mer comme au ciel : Beautemps-Beaupré & la naissance de l'hydrographie moderne, 1700-1850, Paris, Presses de l'Université de Paris-Sorbonne, 1999, 1060 p. (ISBN 2-84050-157-0, lire en ligne)
  - Prix de l’Académie de marine (2000)[19]
  - Grand-prix de la Mer de l’Association des écrivains de langue française (2000)[19]
- Cartes des côtes de France : histoire de la cartographie marine et terrestre du littoral, Douarnenez, Chasse-Marée, 2007, 415 p. (ISBN 978-2-914208-59-8)
  -  Grand prix de l’Académie de marine (2008)[36]
  - Prix du Cercle de la mer (2008)[37]
- Du bon usage de la carte marine et du GPS, Voiles et voiliers, 2009  (ISBN 978-2-916083-33-9), réédition en 2023  (ISBN 978-2-916083-97-1)
- 300 ans de cartes marines autour du monde, Paris, Gallimard, 2021 (réimpr. 2023), 368 p. (ISBN 978-2-74-246199-8)

### Ouvrages collectifs
- Sous la direction de Daniel Allisy, 25 ans de voiles, Gallimard, 1996
- Tours et contours de la Terre. Itinéraires d’une femme au cœur de la cartographie, hommage à Monique Pelletier, Presses de l’école nationale des Ponts et chaussées, 1999, « Des ingénieurs et des cartes » (introduction)
- Le chevalier de Borda. Un officier savant du XVIIIe siècle (1733-1799), Dax, Musée de Borda, 1999, "Borda et la naissance de l’hydrographie moderne"
- Sous la direction de Christian Buchet, Sous la mer. Le sixième continent, Paris, Presses de l’université de Paris-Sorbonne, 2001, "De l’hydrographie à l’océanographie (XVIIe – XIXe siècles)"
- Le lion, le lys, l’abeille. Français et Vénitiens en mers Adriatique et Ionienne (1699-1815), Archives nationales, 2001 (lire en ligne), "Des hydrographes français dans le golfe de Venise"
- Du paysage à la carte. Trois siècles de cartographie militaire de la France, Services historiques des armées, 2002, “L’hydrographie des côtes de France (XVIIe siècle-XIXesiècle)"
- Claude Gaudillat, Anciennes cartes marines de Bretagne (1582-1800), Coop Breizh, 2003, Préface
- Sous la direction de Jean-Marcel Humbert et Bruno Ponsonnet, Napoléon et la mer. Un rêve d’empire, Le Seuil/Musée national de la Marine, 2004, "Une hydrographie de combat et de prestige"
- Sous la direction d’Alain Corbin et Hélène Richard, La Mer. Terreur et fascination, Le Seuil/Bibliothèque nationale de France, 2004, "La mer au fil du plomb"
- Sous la direction de Pierre Clergeot, Littoral. Les cartes racontent, Publi-Topex, 2004, "L’hydrographie des côtes de France du XVIIe au XIXe siècle. Grandeur, déclin et âge d’or" et "L’œuvre immense de Beautemps-Beaupré"
- Oxford Encyclopedia of Maritime History, Oxford University Press, 2007, "Ferdinand Berthoud", "Charles-François Beautemps-Beaupré" et "Hydrographical Departments"
- (en) The History of Cartography: Cartography in the European Enlightenment, Chicago, Londres, The University of Chicago Press, 2019, 1764 p. (ISBN 978-0-226-18477-7, lire en ligne), Principal contributeur de cet ouvrage international avec vingt-huit contributions  : "Académie de marine (Academy of Naval Affairs ; France)", "Atlas : Marine Atlas.", "Beautemps-Beaupré, Charles-François.", "Bellin, Jacques-Nicolas.", "Bouguer, Pierre.", "Buache, Jean-Nicolas.", "Chabert, Joseph-Bernard, marquis de.", "Connoissance des temps.", "Dépôt des cartes et plans de la Marine (Depository of Maps and Plans of the Navy ; France).", "Fleurieu, Charles-Pierre Claret de.", "Greenwich-Paris Triangulation", "Heights and Depths, Mapping of: Bathymetric Map.", "Instruments for Angle Measuring: Marine Compass.", "Instruments for Angle Measuring: Octant and Sextant.", "Instruments for Angle Measuring: Repeating Circle (Repeating Theodolite).", "La Caille, Nicolas-Louis de.", "Marine Chart.", "Marine Charting: Marine Charting by France.", "Marine Charting: Marine Charting in the Enlightenment.", "Measures, Linear: Marine Measures.", "Navigation and Cartography.", "Neptune du Cattegat et de la mer Baltique." , "Neptune françois and Hydrographie françoise.", "North, Magnetic and True.", "Pilot Book.", "Projections: Projections Used for Marine Charts.", "Sounding of Depths and Marine Triangulation." et "Traverse: Marine Traverse."

### Articles scientifiques en ligne
- « L’émergence des nouvelles cartes marines : l’oeuvre de Beautemps-Beaupré à la fin du XVIIIe et au début du XIXe siècle. », Bulletin du Comité français de cartographie,‎ n° 125, septembre 1990 (lire en ligne )
- « Charles-François Beautemps-Beaupré (1766-1854) et la naissance de l’hydrographie moderne », Bulletin du Comité français de cartographie,‎ n° 157, 1998 (lire en ligne)
- « L’École polytechnique et les hydrographes de la Marine », Bulletin de la Société des amis de la bibliothèque de l’École Polytechnique,‎ n° 35, janvier 2004 (lire en ligne)
- « Naissance d'une carte marine au XIXe siècle : la méthode Beautemps-Beaupré appliquée à Belle-Île », Bulletin du Comité français de cartographie,‎ n° 184, 2005 (lire en ligne)

## Prix
- 2000 : Prix de l’Académie de marine et Grand-prix de la Mer de l’Association des écrivains de langue française pour À la mer comme au ciel : Beautemps-Beaupré & la naissance de l’hydrographie moderne (1700-1850)[38]
- 2008 : Grand-prix de l’Académie de marine[39] et Prix du Cercle de la mer[40] pour Cartes des côtes de France : Histoire de la cartographie marine et terrestre du littoral